# Capnode du pêcher
Capnodis tenebrionis
Espèce
Le Capnode du pêcher (Capnodis tenebrionis) est une espèce d'insectes coléoptères de la famille des Buprestidae et c'est un ravageur des arbres à fruits à noyau, tels que les pruniers, pêchers, abricotiers et amandiers. Il est principalement réparti dans le bassin méditerranéen et le coléoptère apparaît en Afrique du Nord, en Europe centrale et du Sud, au Proche-Orient et autour de la mer Noire et de la mer Caspienne.
Le nom de capnode vient de l'adjectif grec καπνώδης (kanốdês) qui signifie "de couleur fumeuse, sombre".